# Dippoldiswalder Heide

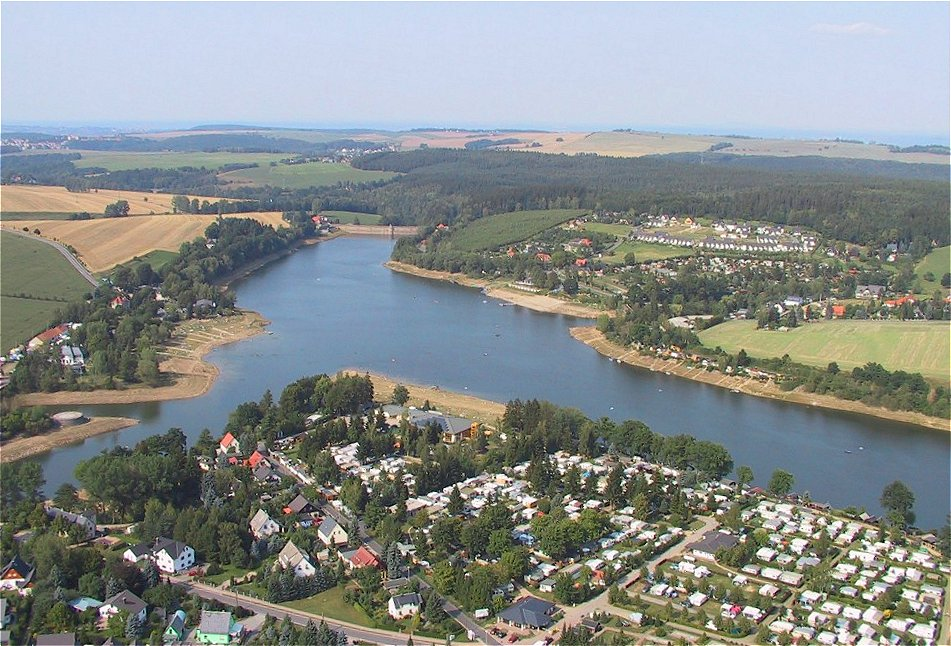
Talsperre Malter mit der Dippoldiswalder Heide im Hintergrund

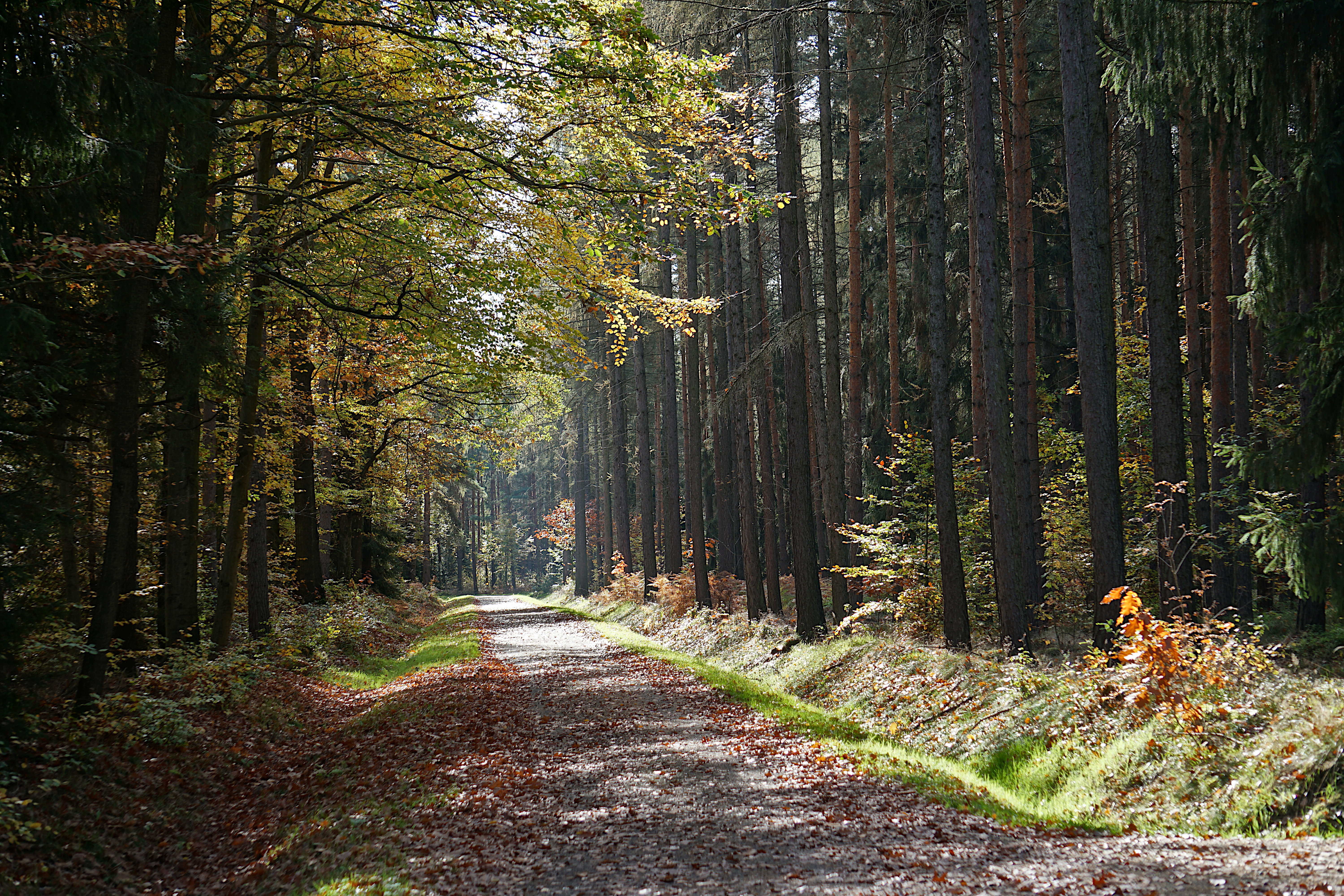
Herbst in der Dippoldiswalder Heide

Die Dippoldiswalder Heide ist ein 12 km² großes Waldgebiet nördlich der namensgebenden Stadt Dippoldiswalde.

## Geographie und Geologie
Die Dippoldiswalder Heide (verkürzt auch „Dippser Heide“ genannt) liegt auf dem Territorium der Stadt Rabenau. Im Südwesten grenzt das hügelige Waldgebiet an die Talsperre Malter. Angrenzende Ortschaften sind Malter im Südwesten, Oberhäslich im Südosten, Karsdorf im Nordosten, Oelsa im Norden, Seifersdorf im Nordwesten und ganz im Süden die Stadt Dippoldiswalde. Sie liegt zwischen 310 m ü. NHN und 411 m ü. NHN.
Geomorphologisch betrachtet befindet sich die Heide, südlich der Karsdorfer Verwerfung gelegen, im Osterzgebirge. In Bezug auf die Entstehung ihres an der Oberfläche sichtbaren Untergrundes, dem Sandstein, gehört dieser zu den kreidezeitlichen Relikten im südlichen Bereich der Elbtalkreidezone. Der Sandstein lagert älteren Gneisen des Erzgebirges auf.
Der oberkreidezeitliche Sandstein des Felsens weist eine ausgeprägte Schichtung auf. Bei abgekippten Felsbruchstücken verläuft die Schichtung meist senkrecht. An einigen Stellen ist deutliche Schrägschichtung zu erkennen. Der Sandstein ist hier sehr eisenschüssig und zeigt deshalb auf frischen Flächen eine rotbraune Färbung. Typische Verwitterungserscheinungen treten in Form des Absandens und als alveolische Bildungen (Wabenstrukturen) auf.

### Erreichbarkeit
Die Dippoldiswalder Heide wird östlich von der Bundesstraße 170 und nördlich von der Staatsstraße 193 berührt. Durch den Wald führen ferner die Kreisstraße K 9011, ausgebaute Waldwege und historische Wege wie der Marktsteig. Die westlich tangierende Weißeritztalbahn kommt dem Wald im Bereich Goldgrubenweg zwischen den Haltepunkten Seifersdorf und Malter am nächsten, von denen aus man die Heide erreichen kann.

## Forstwirtschaftliche Verwaltung
Seit 2005 gehört das für die Dippoldiswalder Heide zuständige ehemalige Forstamt Karsdorf zum Forstbezirk Bärenfels.

## Geschichte
Der Sage nach war das Waldgebiet früher der nördlichste Teil des Dippoldicz-Waldes, benannt nach den Besitzern der bei Ossegg in Nordböhmen gelegenen Riesenburg. Der Erzählung nach hat sich ein Abkomme des sagenhaften Geschlechts der Dippoldicz, der Bischof Adalbert von Prag, als Einsiedler in der Dippoldiswalder Heide aufgehalten. Dieser wurde nach seinem Tod vom Papst heiliggesprochen. Er wurde in das Stadtwappen von Dippoldiswalde aufgenommen.

### Tongewinnung
Tongruben in der Dippoldiswalder Heide dienten ab dem 17. Jahrhundert der Gewinnung von Rohmaterial zur Herstellung von hochwertiger Keramik der in Dippoldiswalde ansässigen Töpfer, was durch einen wissenschaftlichen Vergleich von Tonproben und der Dippoldiswalder Keramik bestätigt werden konnte.

### Bombenfunde
Seit 2013 wurden erhebliche Mengen Kampfmittel aus dem Zweiten Weltkrieg aus der Dippoldiswalder Heide beseitigt. Am 12. November 2013 kam es zu einer der größten Bombenentschärfungsaktionen in Sachsen. Insgesamt elf Fliegerbomben aus dem Zweiten Weltkrieg mit jeweils 250 kg Gewicht wurden durch den Kampfmittelbeseitigungsdienst innerhalb von wenigen Stunden unschädlich gemacht. Im Jahr 2014 wurden elf weitere Bomben gefunden, von denen acht im Wald entschärft werden konnten, drei jedoch vor Ort gesprengt werden mussten. Die Bomben stammten aus zwei amerikanischen Bombern, die bei der Bombardierung Dresdens im April 1945 über dem Waldgebiet aufgrund schlechter Sicht zusammenstießen und abstürzten.
Außerdem wurden während und nach dem Zweiten Weltkrieg verschiedene Kampfmittel in der Dippoldiswalder Heide gesprengt oder vergraben. Die Reste davon wurden ab 2013 systematisch gesucht, entschärft und entsorgt. Man geht davon aus, dass noch weitere Munition in diesem Waldgebiet verborgen ist, so dass die Suche fortgesetzt wird.

## Sehenswertes

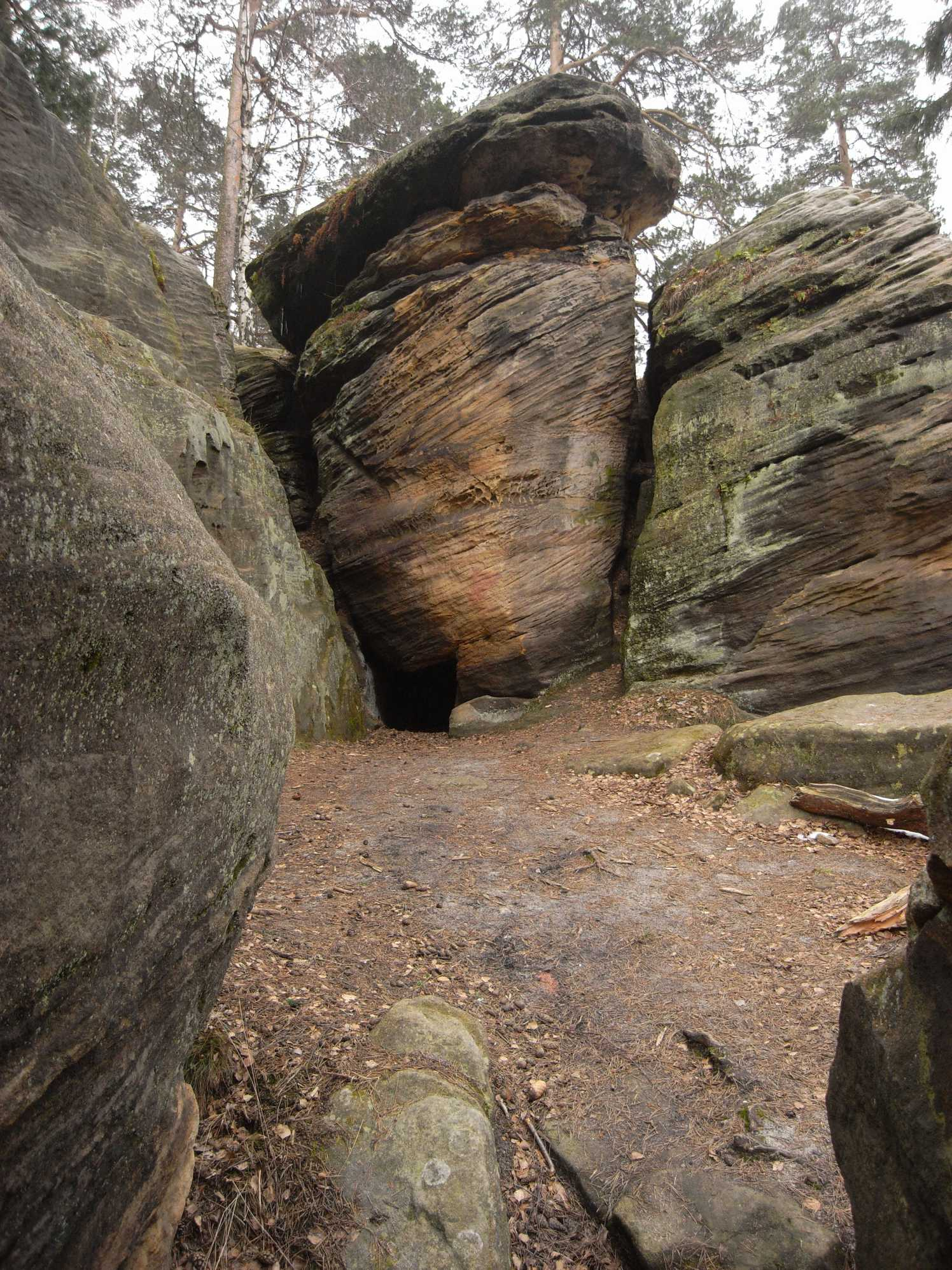
Am Einsiedlerstein

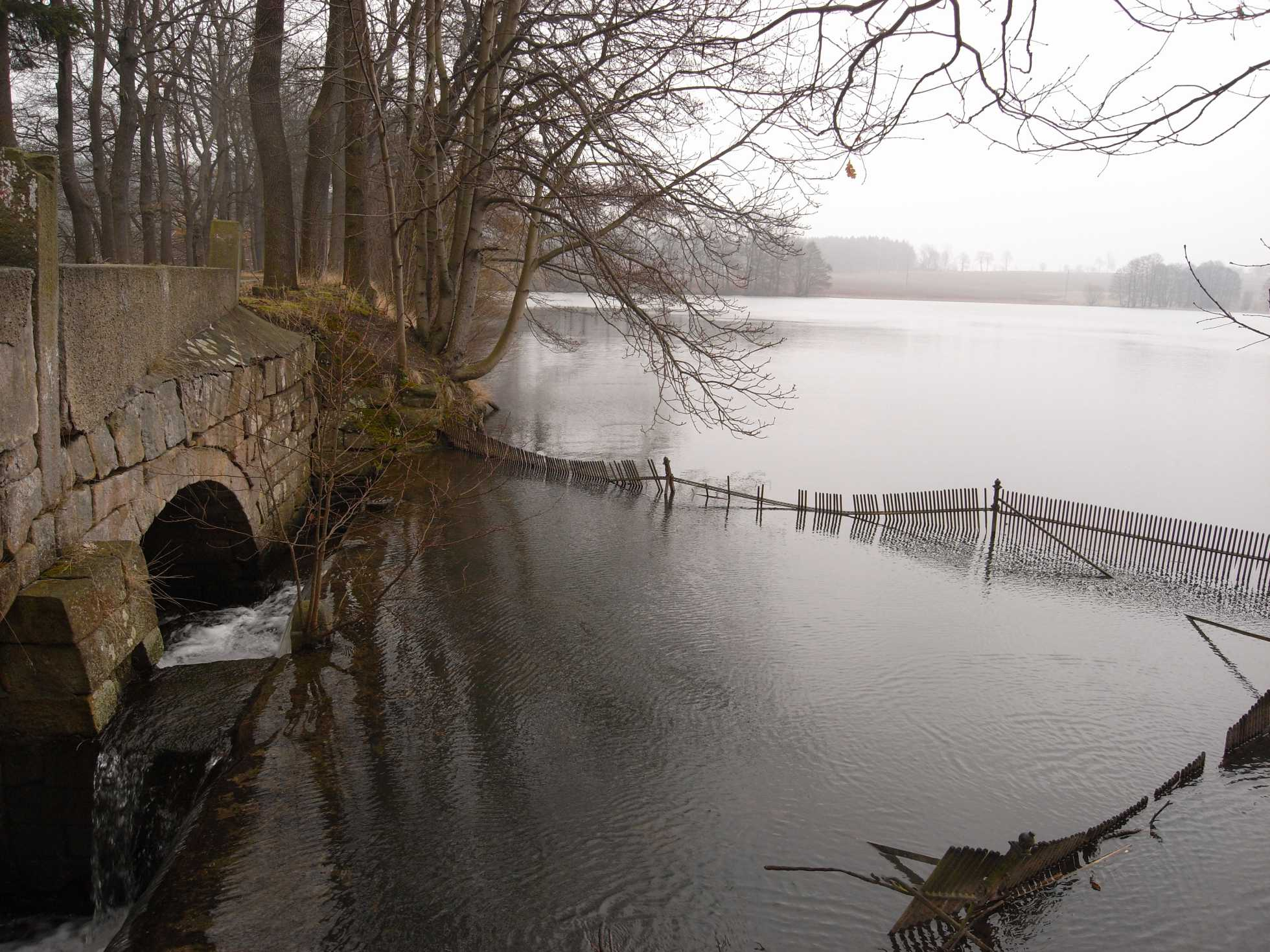
Der Hafterteich zwischen Dippoldiswalder Heide und dem Zscheckwitzer Holz

In der Dippoldiswalder Heide befindet sich auch der etwa 10 Meter hohe Sandsteinfelsen „Einsiedlerstein“, an dem auch geklettert werden kann. Die Erstbesteigung fand 1908 durch Dresdner Bergsteiger statt. Vereinzelt sind alte rechteckige Vertiefungen zu erkennen, die als Aufnahmelager früherer Balkenlagen dienten und so auf eine alte Behausung hinweisen. Unweit des Felsens befinden sich die Grundmauern der ehemaligen Klause. Eine regionale Sage berichtet, dass hier der Einsiedlermönch Dippold gelebt haben soll. Heute wird angenommen, dass diese Behausung mit der etwas nordwestlich gelegenen Katharinenkapelle im Zusammenhang steht, die eine katholische Kapelle war und 1530 zerstört wurde. Ihre Grundmauern sind noch vorhanden. Neben der Katharinkapelle befinden sich die Reste vom zweiten Steinernen Tisch.
Das von Sandsteinfelsen umgebene Hochplateau im Nordwesten des Forstes beginnt am Waldrand zu Neu-Oelsa oberhalb der Barbarakapelle. Es wurde früher auch als auf der Lichten Heide heute mitunter auch als Seifersdorfer Höhe benannt und ist an seinem höchsten Punkt 388 Meter hoch. Hier entstand ab 1968 eine militärische Zweiraumbunkeranlage in T-Form als Funkstation des 249. Motorisierte-Schützen-Garderegiments der Sowjetarmee (GSSD), stationiert in Dresden-Nickern. Der Stützpunkt wurde 1972 bezogen, bei den halbjährlichen Manövern benutzt und nach 1991 ohne Nutzung. Der Bunker ist heute zugeschoben. An einer Felswand lassen sich noch die Namen der Besatzungen erlesen. Der auf das Plateau führende, südliche Hohlweg der Alten Rabenauer Straße wird auch als Rabenauer Knochen benannt.

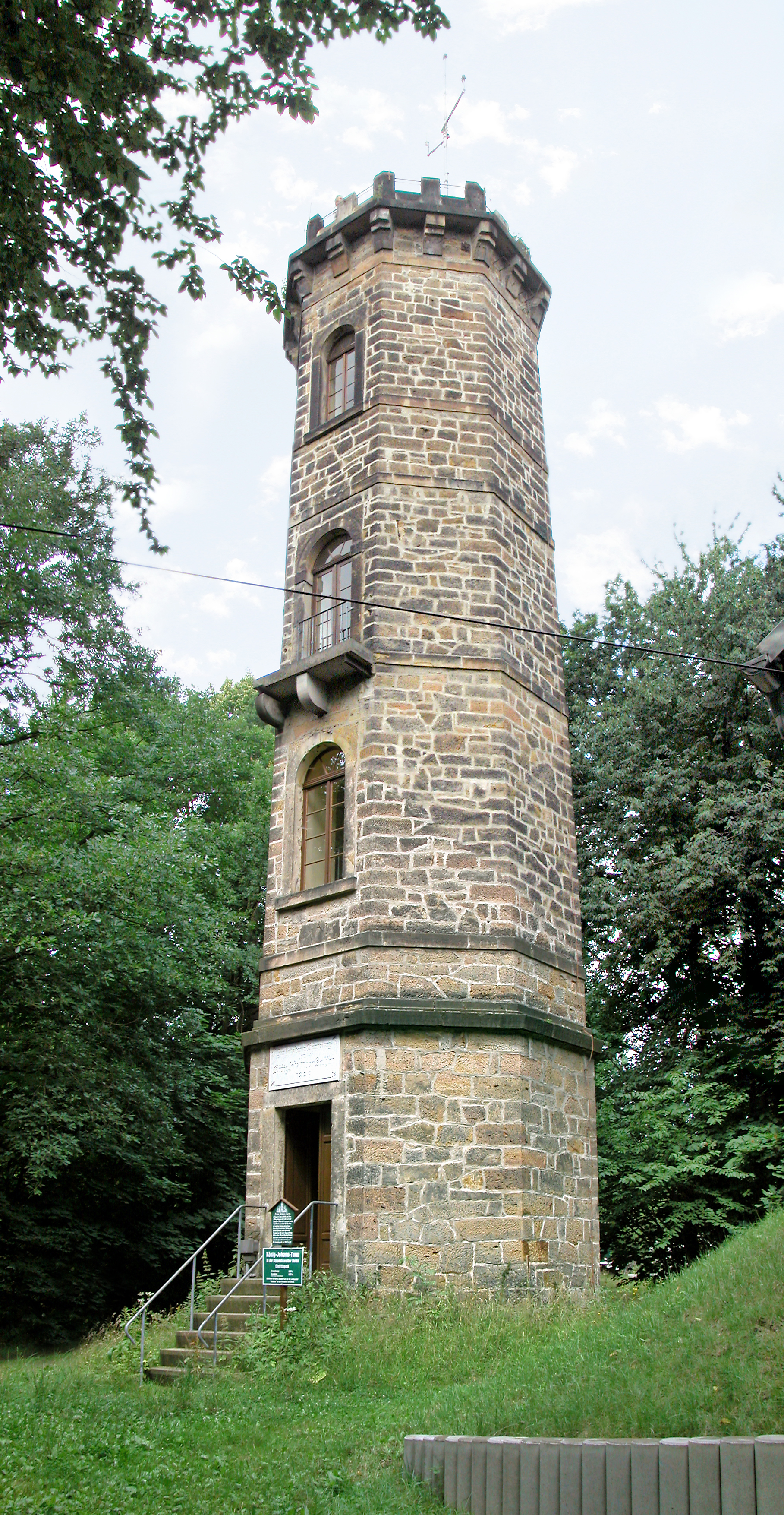
Der König-Johann-Turm

Am südlichen Rand der Heide befindet sich der „König-Johann-Turm“. Der im Jahr 1885 errichtete und am 18. Juni 1886 geweihte Aussichtsturm wurde über Sandsteinbrüchen auf einer kleinen Anhöhe in der Heide erbaut und zu Ehren des sächsischen Königs Johann benannt. Der Turm ist zirka 20 Meter hoch und ruht auf einem oktogonalen Sockel. 102 Stufen führen zur Aussichtsplattform. Das in der Nähe des Turmes 2002 abgerissene „Windischhaus“ wurde im Jahr 1899 von der Erzgebirgischen Predigerkonferenz unter der Leitung des Diakons Büchting erbaut. Südlich des Turms befindet sich auch der Gasthof „Heidehof“. Von hier erstreckt sich ein weiter Blick in das Osterzgebirge.
Das Findlingskreuz befindet sich im Hochwald nahe dem „Steinernen Messer“. Hier verstarb im 19. Jahrhundert im Winter ein Wandersmann.
Das „Steinerne Messer“ ist ein Steinkreuz, das als Sühnekreuz genutzt wurde. Die beiden Arme wurden abgeschlagen. Auf der Vorderseite ist oben links ein H und auf der Rückseite oben rechts ein N eingemeißelt worden. Erwähnt wurde das heutige Bodendenkmal als „Steinern Kreuz“ im „Kurfürstlichen Waldzeichenbuch“ bereits im Jahr 1572.
Die etwa 2 Meter hohe „Wolfssäule“ erinnert an einen im Jahr 1802 im Goldgrubengrund erlegten Wolf.

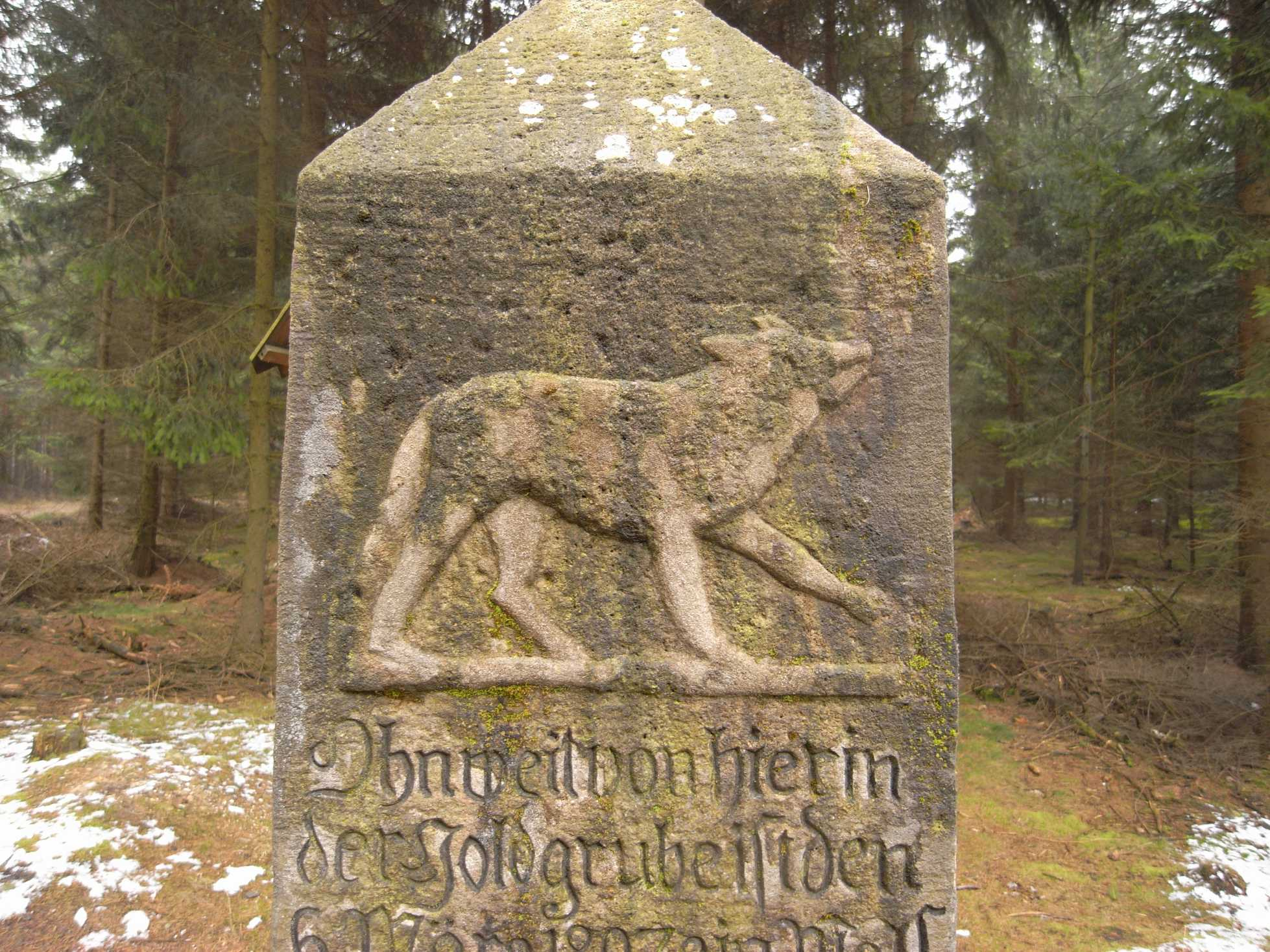
Kopf der Wolfssäule
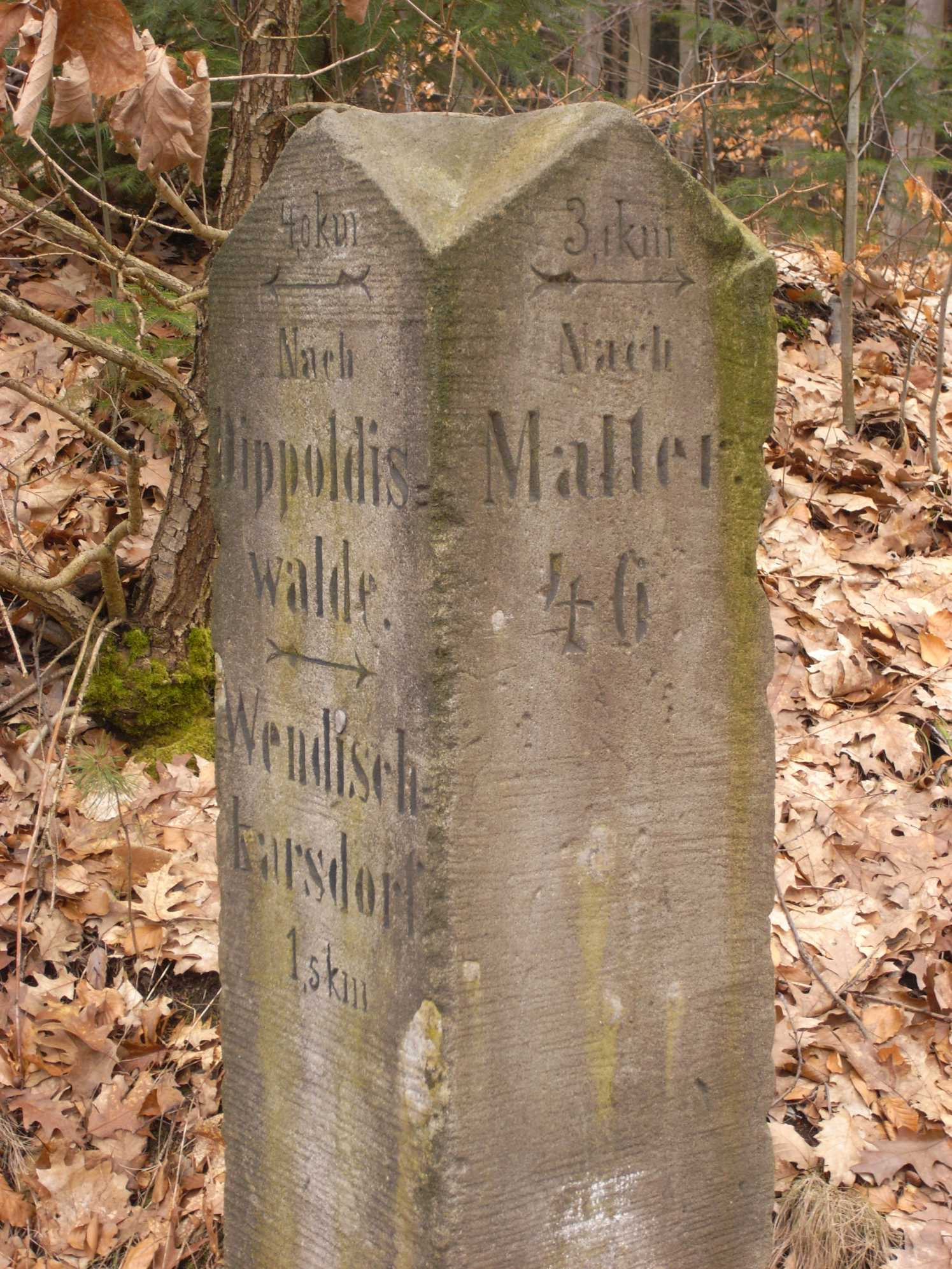
Wegesäule aus Sandstein bei der Heidemühle am Malterweg
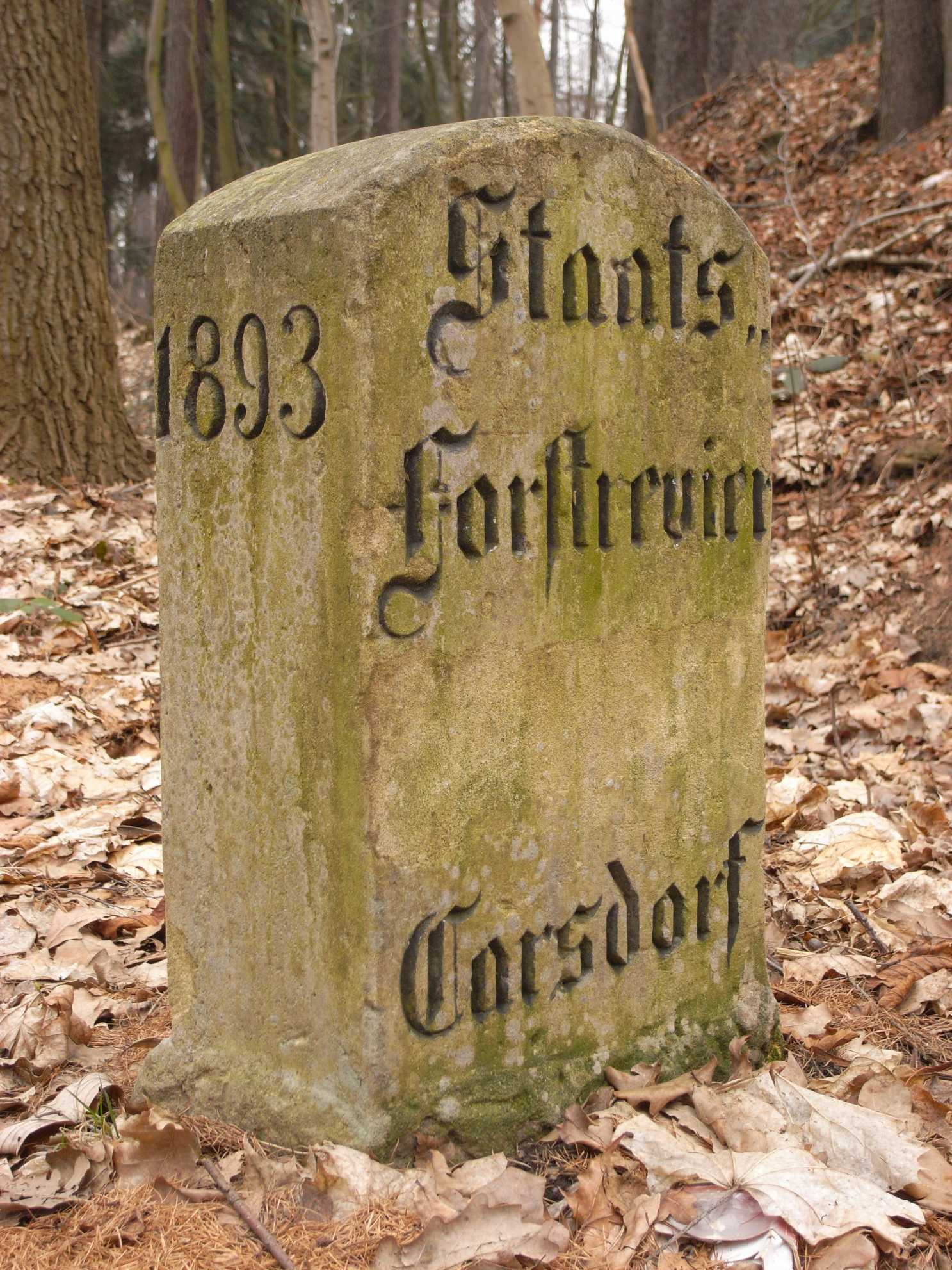
Grenzstein des ehemaligen Staatsforstreviers Carsdorf
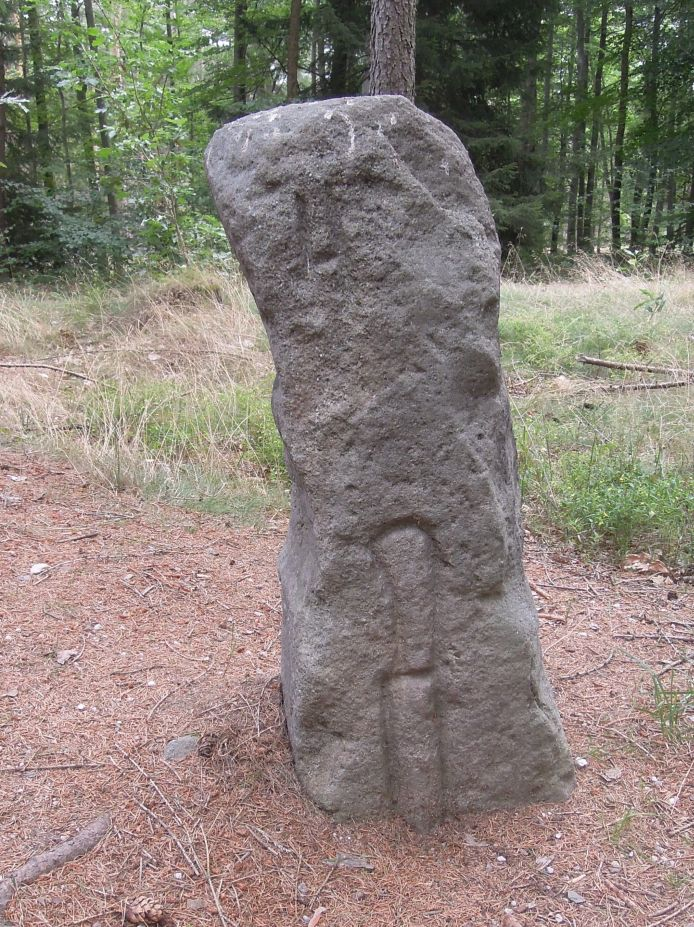
Sühnestein Steinernes Messer
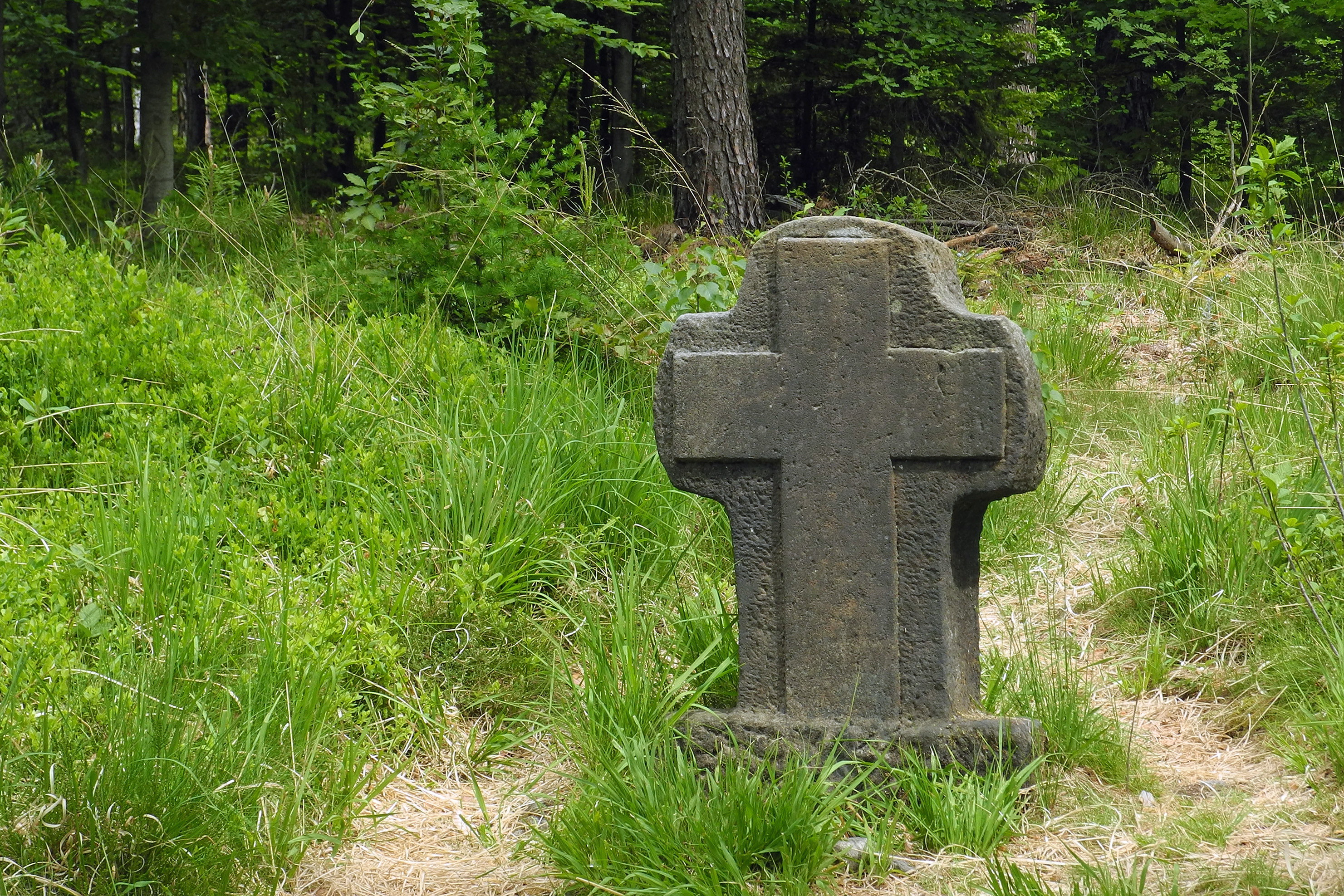
Findlingskreuz im Wald unweit des Malterwegs
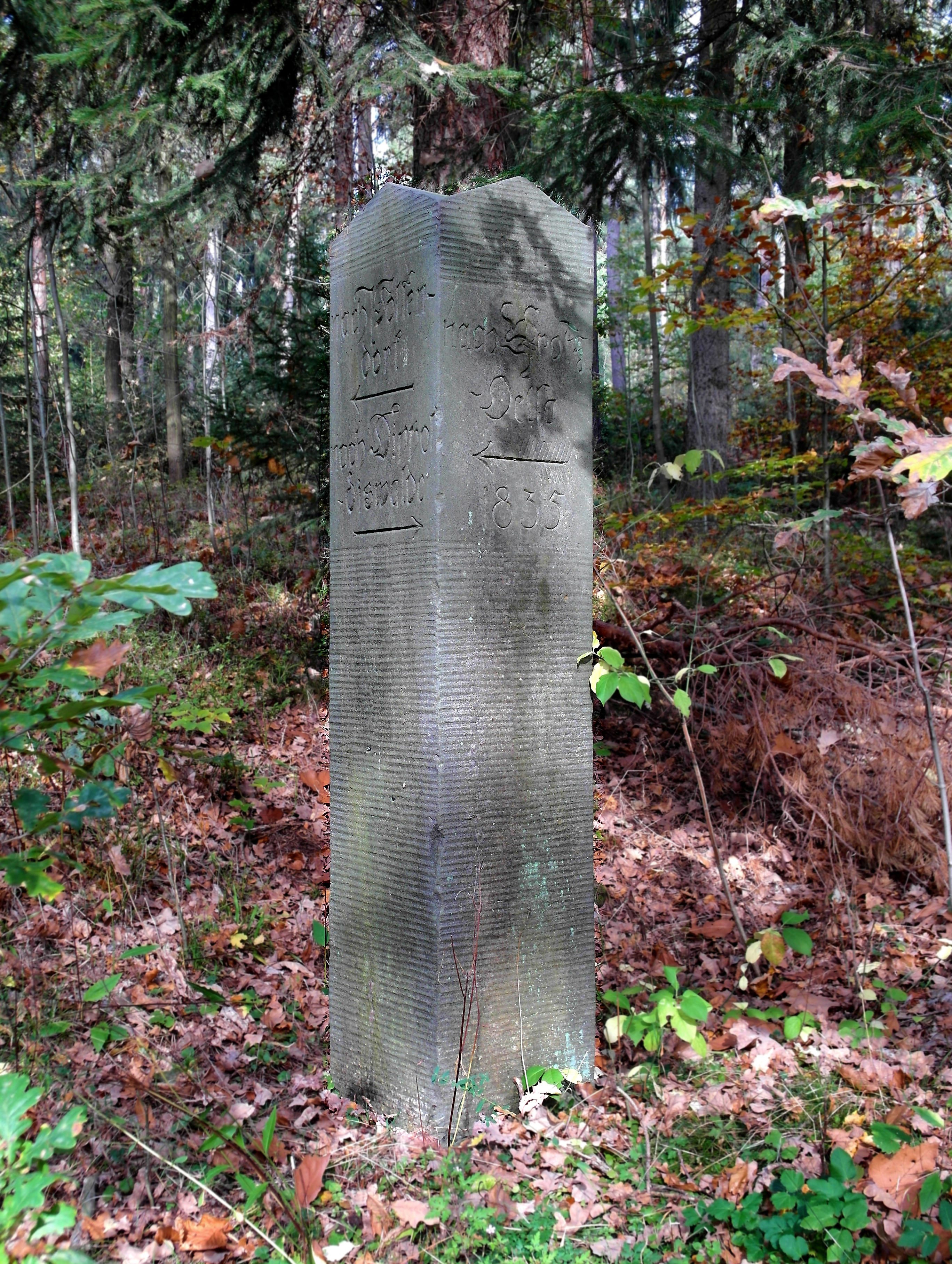
Wegestein in der Zipfelheide

Die Barbarakapelle ist eine 1507 erbaute Kapelle, die den Namen der Schutzheiligen der Bergleute trägt. Im Jahr 1530, vor der Reformation 1541, ließ der Meißener Bischof Johann VIII. von Maltitz die Kapelle zerstören. Das Altarwerk sollen die Maltitzer mit nach Böhmen genommen haben. Teile der Außenmauern sind als Ruinen erhalten.
Die Salzlecken dienten der Fütterung mit Salzbroten von Rehwild und Hirschen. Vier solcher Salzlecken gibt es in der Heide: am Rabenauer Weg, in der Antonswiese, in der Zipfelheide und im Zscheckwitzer Holz. Sie wurden im Jahr 1736 errichtet.
Am Ortsrand von Karsdorf befindet sich die Außenstelle der sächsischen Forstschule Reinhardtsgrimma. Die benachbarte „Heidemühle“ ist heute ein Ausflugslokal im Südwesten von Karsdorf (früher Wendisch Carsdorf) am Oelsabach. Dieser ist zum „Heidemühlenteich“ aufgestaut. Weiter flussaufwärts liegt der ebenfalls künstliche „Hafterteich“ mit der früheren Teichmühle. Am nördlichen Rand befindet sich das Waldstadion Oelsa.

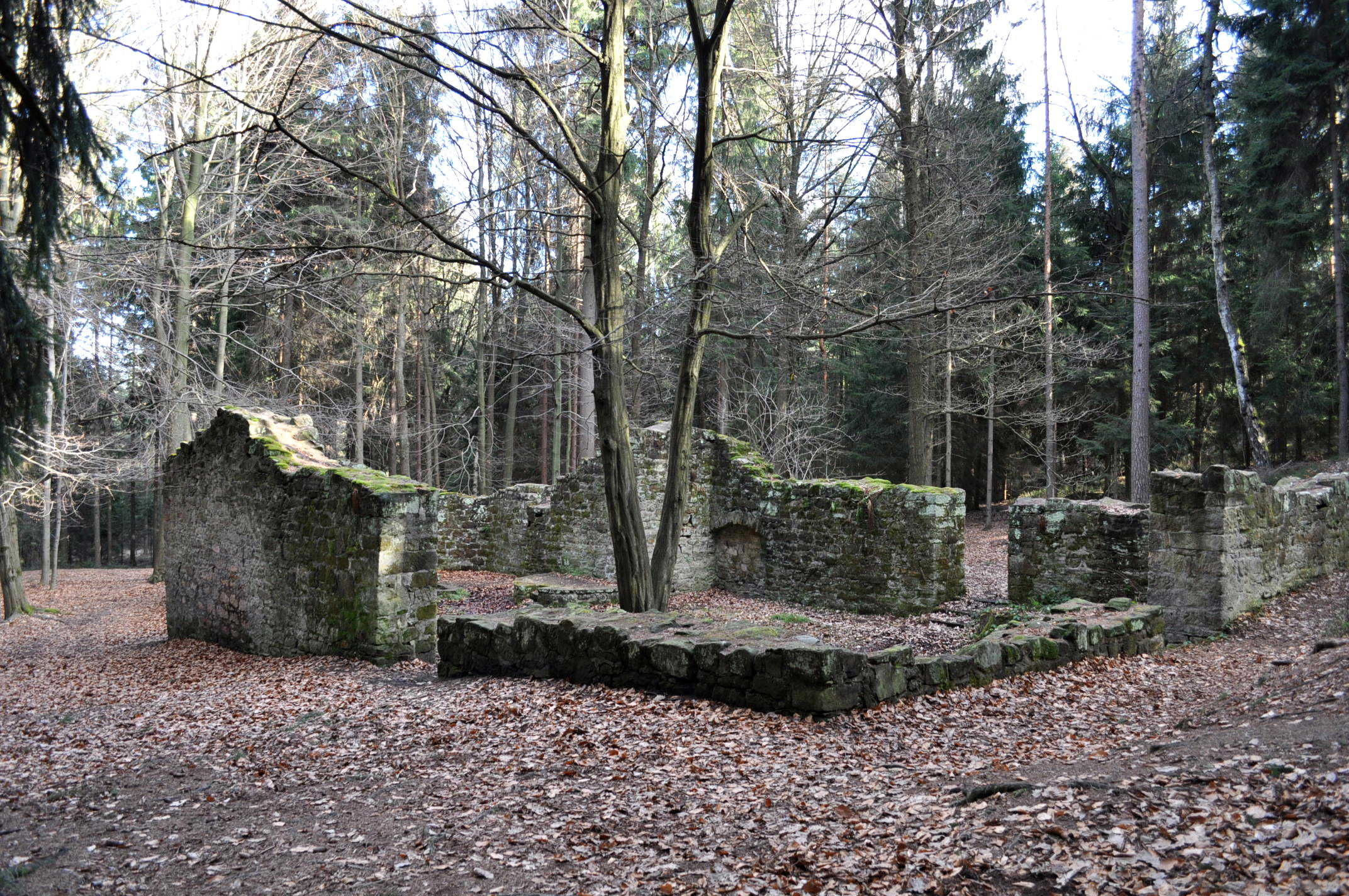
Mauerwerksreste der Barbarakapelle
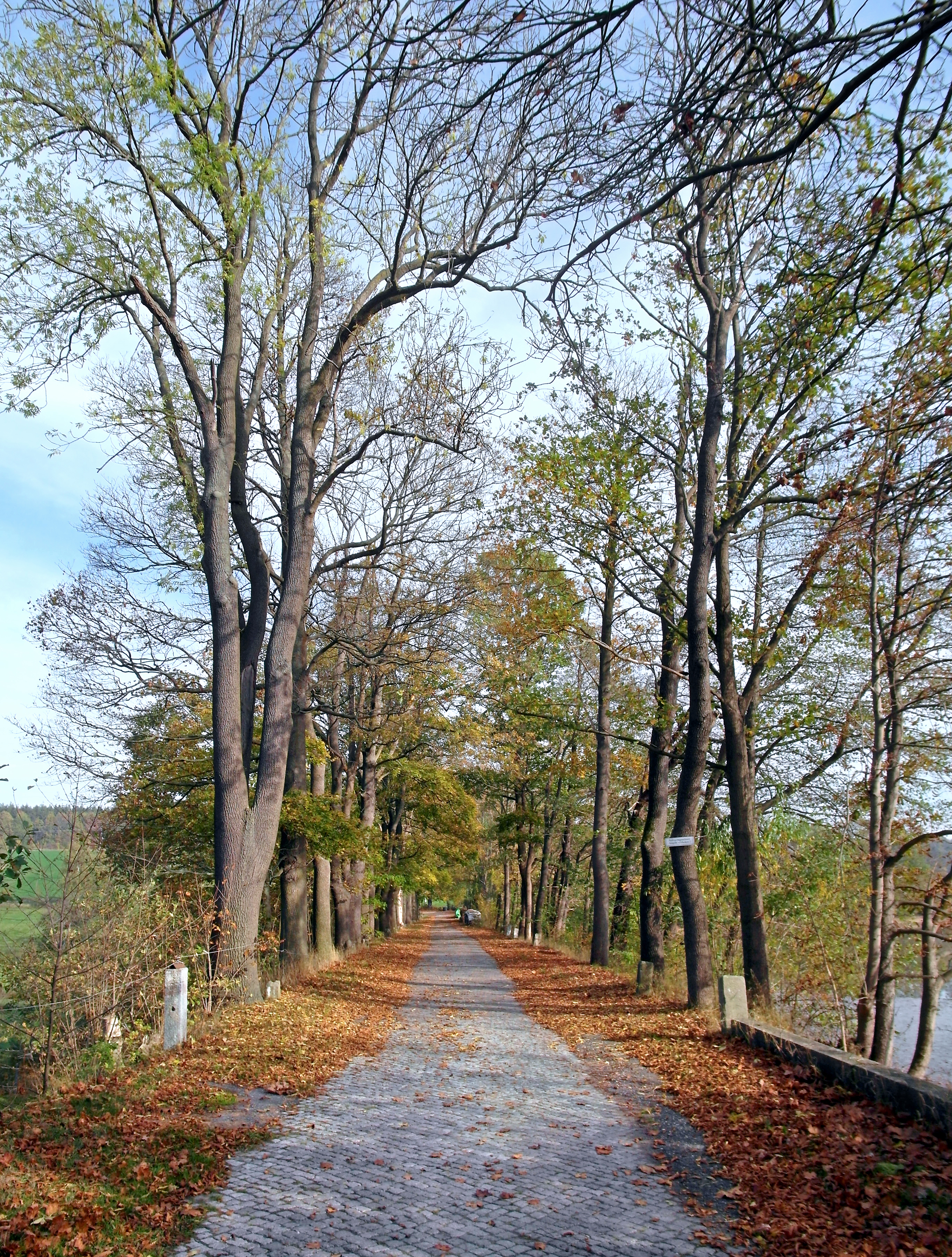
Allee am Hafterteich
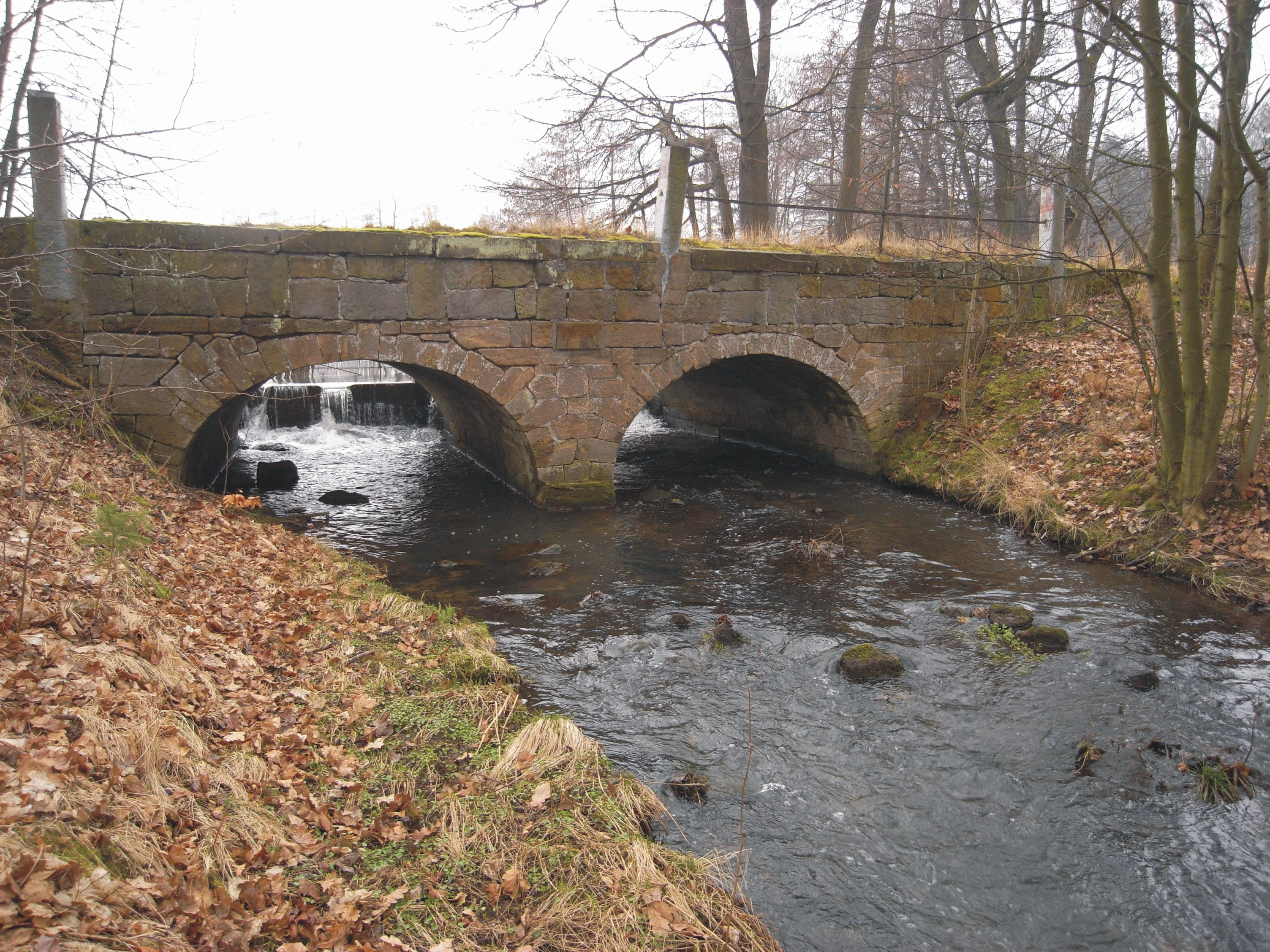
Alte Straßenbrücke über den Oelsabach am Hafterteich
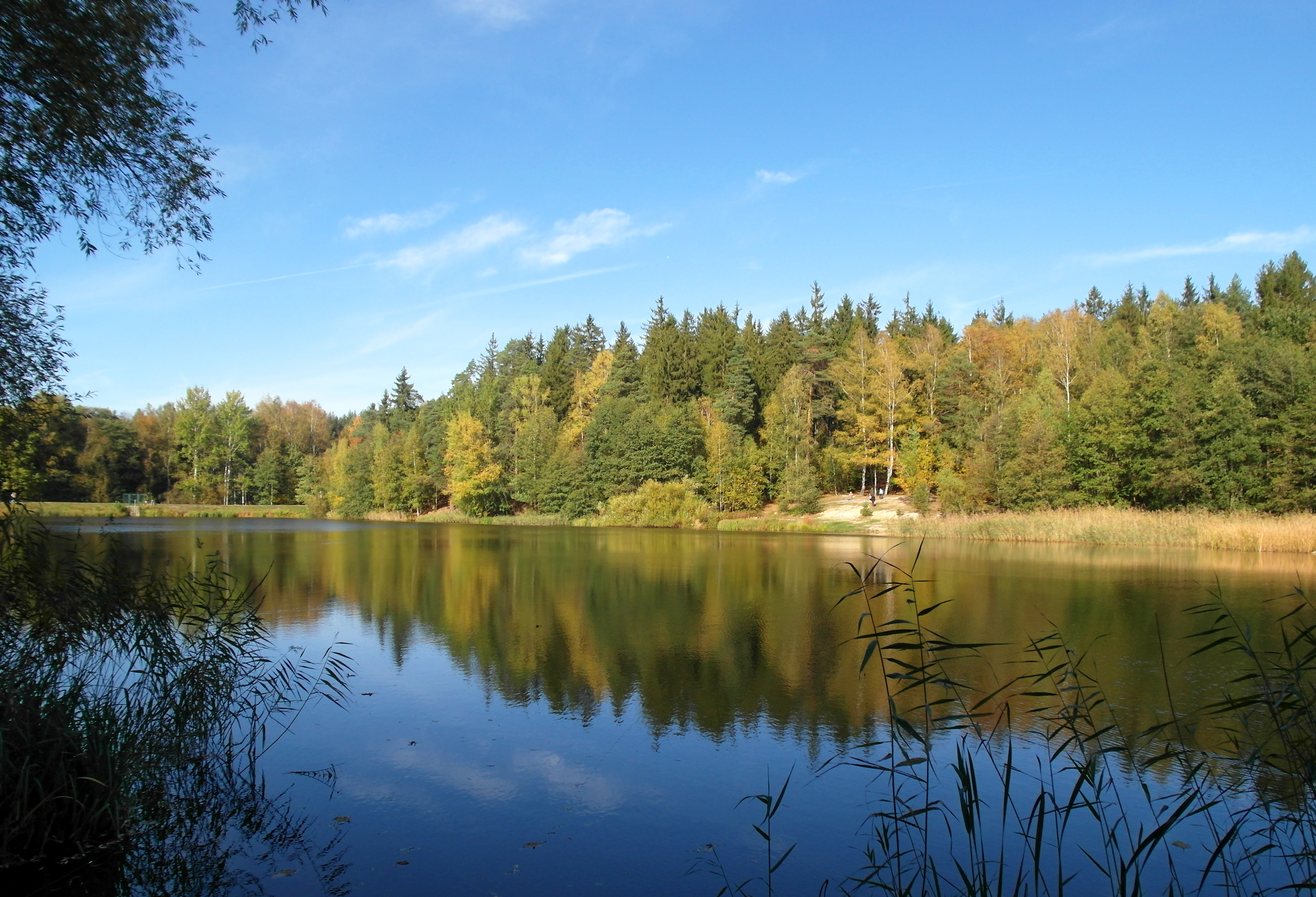
Heidemühlenteich
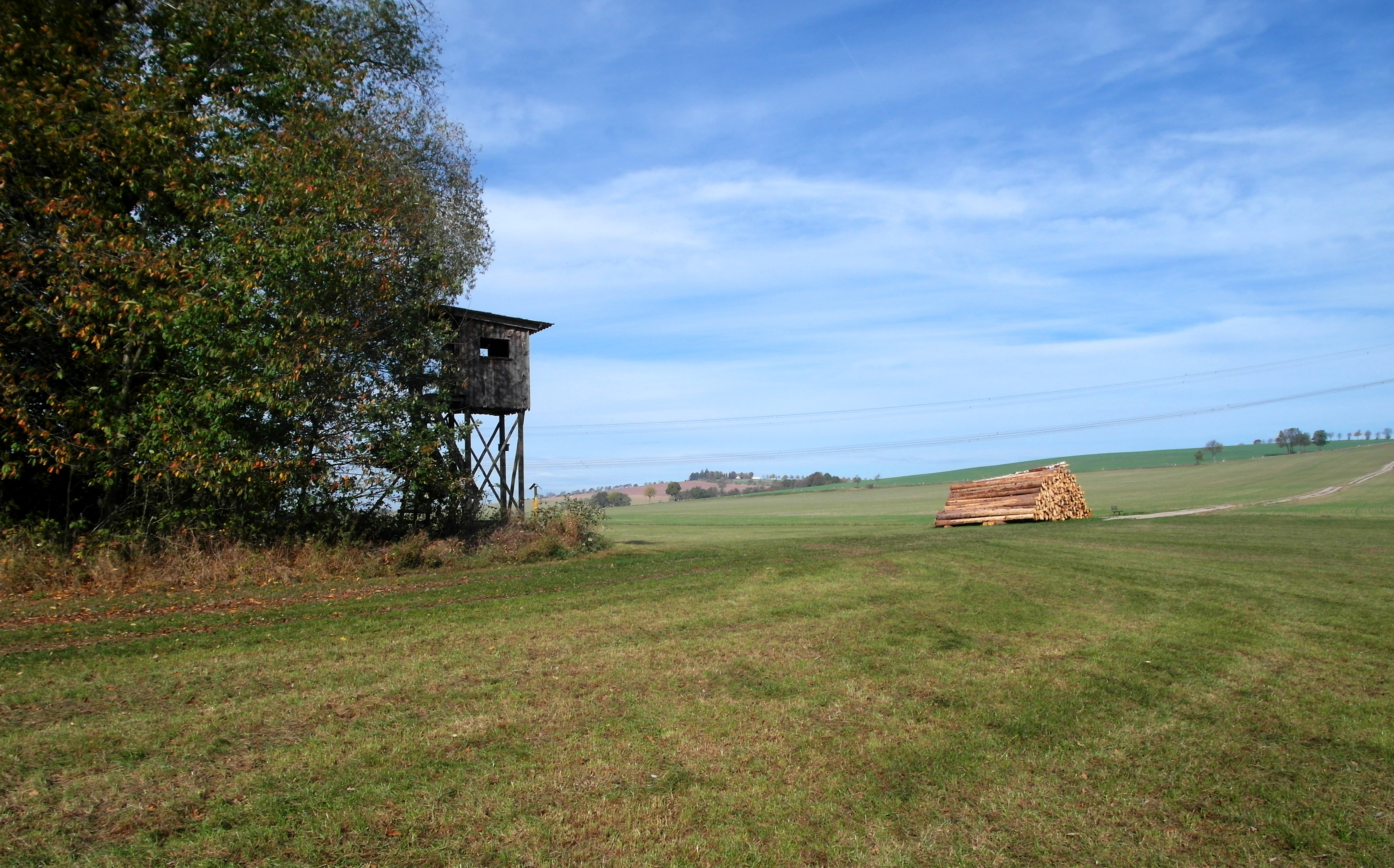
Waldrand mit Jägerstand an der Zipfelheide